# Resident Advisor
Resident Advisor (noto anche con la sigla RA) è una rivista online e comunità virtuale britannica che fornisce recensioni, interviste, documentari, e notizie inerenti alla musica elettronica e i suoi artisti. Resident Advisor è anche un portale ove vengono organizzati eventi e concerti in tutto il mondo e che permette ad artisti elettronici e disc jockey di promuoversi.

## Storia
Resident Advisor venne lanciata nel 2001 da Paul Clement e Nick Sabine per fornire notizie relative alla scena musicale dance australiana. Dopo un anno di attività, il sito web iniziò a dedicare spazio alla musica elettronica di artisti da tutto il mondo. Nel 2006, la rivista online iniziò a pubblicare dei podcast contenenti dei mix di musica elettronica. Nel 2008, Resident Advisor lanciò la sezione RA Tickets, attraverso la quale gli utenti possono vendere biglietti per eventi di musica elettronica. Nello stesso anno, il sito web vinse il premio People's Voice durante la dodicesima edizione dei Webby Award. Nel mese di agosto del 2011 venne lanciata una versione in lingua giapponese del sito web. Nel 2014 Resident Advisor venne riprogettato e il suo logo cambiato. Fra il 2014 e il 2015, esso giunse ad avere oltre due milioni di utenze attive al mese. Dal 2016, Resident Advisor supporta l'associazione di volontariato Help Refugees.